# لويزا مارك
لويزا مارك (بالإنجليزية: Louisa Mark)‏ هي مغنية بريطانية، ولدت في 11 يناير 1960 في كنسال غرين ‏ في المملكة المتحدة، وتوفيت في 17 أكتوبر 2009 في غامبيا.

## وصلات خارجية
- لويزا مارك على موقع ميوزك برينز (الإنجليزية)
- لويزا مارك على موقع ديسكوغز (الإنجليزية)